# Can’t Buy Me Love (televíziós sorozat)
A Can’t Buy Me Love egy Fülöp-szigeteki televíziós sorozat, amit az ABS-CBN készített 2023-ban. Főszereplői: Donny Pangilinan és Belle Mariano. A Fülöp-szigeteken a Kapamilya Channel sugározta 2023. október 16-tól 2024. május 10-ig.

## Cselekmény
Amikor egy fiatal férfi halálos összeesküvésbe keveredik egy gazdag nő ellen, pusztító árat fizet, hogy kiszabadítsa – adósságot hozva létre, amely összeköti őket.

## Szereplők

### Főszereplők
| Színész(nő)                               | Szerepnév              |
| ----------------------------------------- | ---------------------- |
| Donny Pangilinan Jeremiah Cruz (fiatalon) | Andrei "Bingo" Mariano |
| Belle Mariano Chastity Dizon (fiatalon)   | Caroline "Ling" Tiu    |

### Mellékszereplők
| Színész(nő)                             | Szerepnév               |
| --------------------------------------- | ----------------------- |
| Nova Villa                              | Salvacion "Nene" Rivera |
| Rowell Santiago                         | Wilson Tiu              |
| Agot Isidro                             | Cindy Young-Tiu         |
| Ruffa Gutierrez                         | Gina Tan                |
| Maris Racal Althea Ruedas (fiatalon)    | Irene Tiu               |
| Kaila Estrada Jana Agoncillo (fiatalon) | Bettina Tiu             |
| Albie Casiño                            | Charleston Tiu          |
| Anthony Jennings                        | Snoop Manansala         |
| João Constancia                         | Carlo Tiu               |
| Darren Espanto                          | Stephen Tanhueco        |
| Celeste Legaspi                         | Catherine "Cathy" Chang |

### Visszatérő szereplők
| Színész(nő)     | Szerepnév                   |
| --------------- | --------------------------- |
| Rafael Rosell   | Sherwin Yuchengco           |
| Ketchup Eusebio | Ramoncito "Monching" Rivera |
| Enzo Pineda     | Edward Liao                 |
| Chie Filomeno   | Jersey Lim                  |
| Vivoree Esclito | Pandora "Dara" dela Cruz    |
| Karina Bautista | Bougie Dimaranan            |
| Rhen Escaño     | Olivia "Liv" Almario        |
| Alora Sasam     | Bierna                      |
| Gello Marquez   | Koriks                      |

## Évados áttekintés
| Évad | Évad | Epizód | Eredeti sugárzás | Eredeti sugárzás | Eredeti adó | Magyar sugárzás | Magyar sugárzás | Magyar adó |
| Évad | Évad | Epizód | Évadpremier      | Évadfinálé       | Eredeti adó | Évadpremier     | Évadfinálé      | Magyar adó |
| ---- | ---- | ------ | ---------------- | ---------------- | ----------- | --------------- | --------------- | ---------- |
|      | 1    | 148    | 2023. október 16 | 2024. május 10   |             |                 |                 |            |